# Бердюзький район
Бердю́зький район (рос. Бердюжский район) — муніципальний район у складі Тюменської області, Росія.
Адміністративний центр — село Бердюж'є.

## Географія
Район розташований в південно-східній частині Тюменської області і на півдні межує з Республікою Казахстан.

## Історія
На початку 20 століття існувала Бердюзька волость у складі Ішимського повіту Тобольської губернії, з 5 квітня 1918 року — у складі Тюменської губернії, з 27 серпня 1919 року — у складі Омської губернії, з 21 квітня 1920 року — знову Тюменської губернії. Бердюзький район утворено 3 листопада 1923 року у складі Ішимського округу Уральської області з територій Бердюзької, Істошинської, Калмацької, Пегановської, Уктузької волостей, частин Локтинської та Ражевської волостей Ішимського повіту. До складу району входили 22 сільради: Бердюзька, Босоноговська, Вороб'йовська, Гагарінська, Зарослівська, Істошинська, Калмацька, Крашеневська, Кутиревська, Кушлуцька, Луговська, Мурашовська, Нестеровська, Новорямовська, Окуневська, Останинська, Пегановська, Песьянівська 1-а, Песьянівська 2-а, Полозаозерська (Заозерська), Старорямовська та Уктузька.
1925-1926 року Песьянівська 2-а сільрада перейменована в Мельохінську, Песьянівська 1-а в Песьянівську. 10 червня 1931 року до складу району увійшла територія у складі 17 сільрад ліквідованого Армізонського району. 17 січня 1934 року Бердюзький район увійшов до складу Челябінської області, 7 грудня — до складу Омської області. 25 січня 1935 року був відновлений Армізонський район, до складу якого увійшли 16 сільрад колишнього Армізонського району, а також Калмацька та Новорямовська сільради Бердюзького. При цьому у складі Бердюзького району залишилась Усть-Мало-Чирківська сільрада колишнього Армізонського району. 19 вересня 1939 року ліквідовані Воробйовська, Крашеневська, Кушлуцька, Луговська та Останинська сільради, Усть-Мало-Чирківська сільрада передана до складу Голишмановського району.
6 лютого 1943 року район переданий до складу Курганської області, 14 серпня 1944 року — до складу Тюменської області. 1 листопада 1951 року Босоноговська сільрада перейменована в Луговську. 17 червня 1954 року ліквідовані Гагарінська, Кутиревська, Луговська та Мурашовська сільради, Окуневська та Песьянівська сільради об'єднані в Первопесьянівську. 1 серпня 1957 року Нестеровська та Первопесьянівська сільради об'єднані в Окуневську. 24 березня 1960 року ліквідовані Зарослівська та Старорямовська сільради. 1 лютого 1963 року район був укрупнений до Бердюзького сільського району за рахунок ліквідованого Армізонського району. 14 травня 1963 року Чирківська сільрада перейменована в Яровську. 12 січня 1965 року сільський район розукрупнений, до відновленого Армізонського району відійшли Армізонська, Івановська, Калмацька, Капраліхинська, Красноорловська, Орловська, Прохоровська, Южно-Дубровинська та Яровська сільради. 14 липня 1966 року утворено Зарослівську сільраду. 31 січня 1978 року утворено Рямовську сільраду.

## Населення
Населення району становить 10618 осіб (2020; 10784 у 2018, 11490 у 2010, 13019 у 2002).

## Адміністративно-територіальний поділ
На території району 9 сільських поселень:
| Поселення                         | Площа, км² | Населення, осіб (2002) | Населення, осіб (2010) | Населення, осіб (2018) | Населення, осіб (2020) | Центр        | Населені пункти |
| --------------------------------- | ---------- | ---------------------- | ---------------------- | ---------------------- | ---------------------- | ------------ | --------------- |
| Бердюзьке сільське поселення      | 391,19     | 5727                   | 5492                   | 5641                   | 5654                   | Бердюж'є     | 4               |
| Зарослівське сільське поселення   | 291,45     | 838                    | 742                    | 629                    | 616                    | Заросле      | 4               |
| Істошинське сільське поселення    | 313,79     | 1060                   | 872                    | 784                    | 760                    | Істошино     | 4               |
| Мельохінське сільське поселення   | 202,67     | 423                    | 331                    | 263                    | 241                    | Мельохіно    | 2               |
| Окуньовське сільське поселення    | 503,64     | 1350                   | 1050                   | 842                    | 803                    | Окуньово     | 5               |
| Пегановське сільське поселення    | 370,54     | 1058                   | 865                    | 777                    | 748                    | Пеганово     | 2               |
| Полозаозерське сільське поселення | 193,66     | 863                    | 733                    | 642                    | 651                    | Полозаозер'є | 2               |
| Рямовське сільське поселення      | 242,87     | 612                    | 526                    | 466                    | 445                    | Старорямова  | 3               |
| Уктузьке сільське поселення       | 319,06     | 1088                   | 879                    | 740                    | 700                    | Уктуз        | 4               |

## Найбільші населені пункти
Населення пункти з чисельністю населення понад 1000 осіб:
| № | Населений пункт | Населення, осіб (2002) | Населення, осіб (2010) |
| - | --------------- | ---------------------- | ---------------------- |
| 1 | Бердюж'є        | 5256                   | 5158                   |